# Adolphe Ury
Simon Adolphe Ury (14 juin 1849, Niederbronn-les-Bains, Bas-Rhin-24 août 1915, Strasbourg, Bas-Rhin) est un rabbin français, grand-rabbin du Haut-Rhin puis grand-rabbin du Bas-Rhin.

## Éléments biographiques
Simon Adolphe Ury est né le 14 juin 1849 à Niederbronn-les-Bains, dans le Bas-Rhin.